# Farkas Zoltán (újságíró)
Farkas Zoltán László (Budapest, 1952. november 21. –) magyar újságíró.

## Életpályája
Szülei: Farkas Ernő és Molnár Mária. 1972–1976 között a Marx Károly Közgazdaságtudományi Egyetem hallgatója volt. 1976–2000 között dolgozott a Rádióban; a gazdaságpolitikai rovat munkatársa volt. 1987–1988-ban a Krónika rovatvezetője, 1988–2000 között főmunkatársa volt. 1978–1994 között a 168 Óra munkatársa, 1985–1994 között szerkesztője volt. 1988–1989-ben a Nyilvánosság Klub ügyvivője volt. 1990–1995 között a Mozgó Világ szerkesztője volt. 1993–1996 között a Nap TV műsorvezetője volt. 1994–2000 között a 168 Óra felelős szerkesztője volt. 1997–1999 között a Népszava publicisztikai rovatvezetőjeként dolgozott. 2000–2001-ben a Népszabadság gazdasági rovatvezetője volt. 2000 óta a MÚOSZ elnökségi tagja. 2001 óta a Heti Világgazdaság munkatársa, 2003 óta gazdasági rovatvezetője.

## Művei
- Hitelválság. Adósságaink története (interjúk, Bozzai Ritával, 1990)
- Fogyatkozó illúziók (Karsai Gáborral, 1994)
- Hét szűk esztendő. A válságtól az önkénygazdaságig; Napvilág, Budapest, 2014

## Díjai, elismerései
- Bossányi Katalin-díj (2006)
- Aranytoll (2014)